# Drukgyal Dzong

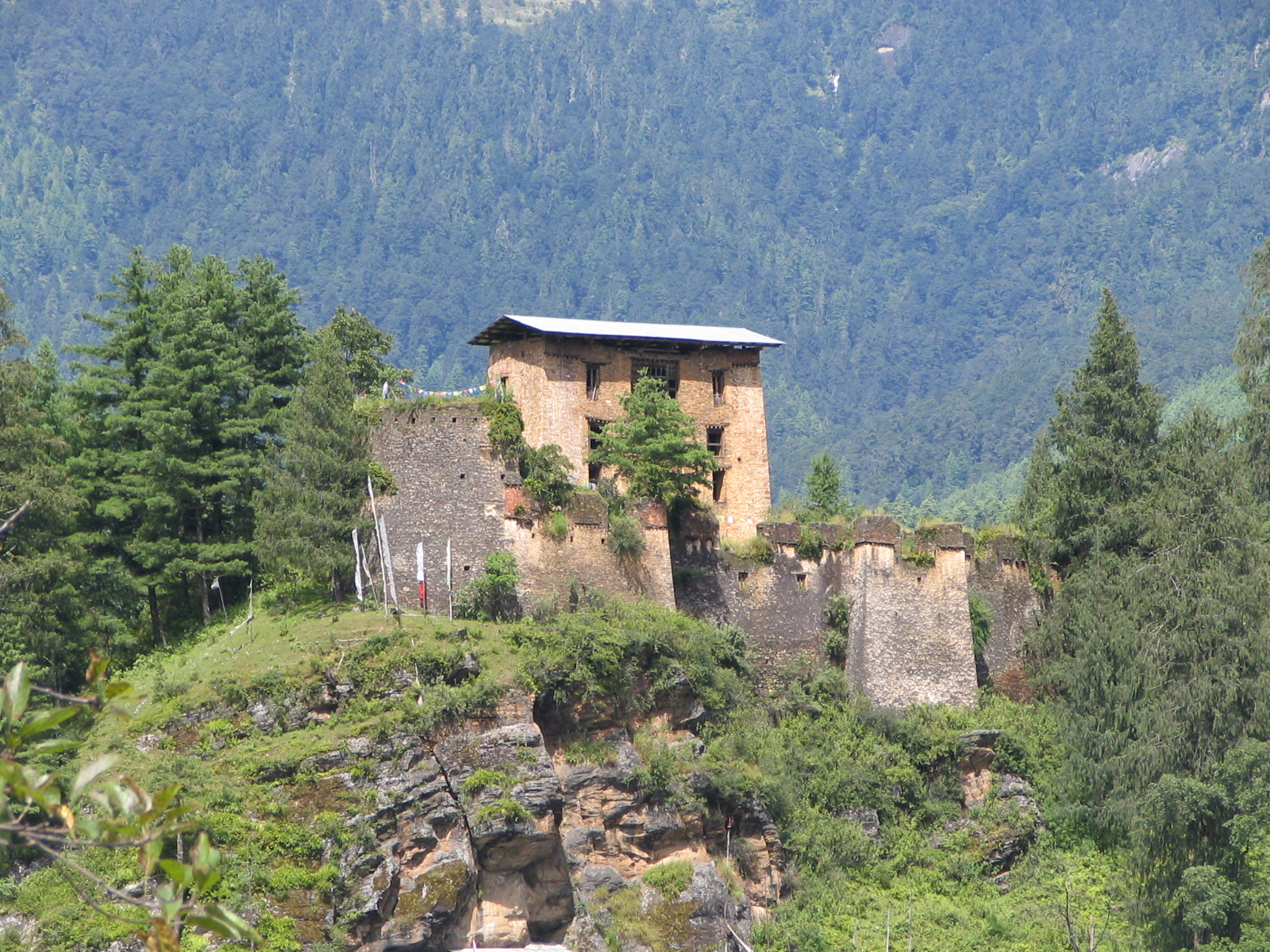

Drukgyal Dzong var en fästning och ett buddhistiskt kloster, som numera ligger i ruiner. Det ligger i Parodalens övre delar i distriktet Paro i Bhutan. Klostret byggdes troligen av Tenzin Drukdra 1649 på order av Shabdrung Ngawang Namgyal till minne över segern över en invasion från Tibet. I början av 1950-talet förstördes nästan hela Drukgyal Dzong av en brand.
Sedan 8 mars 2012 är Drukgyal Dzong uppsatt på Bhutans tentativa världsarvslista.